# Williams FW13
A Williams FW13 egy Formula–1-es versenyautó, melyet a Williams csapat tervezett és indított az 1989-es, majd az 1990-es Formula–1 világbajnokság során (ez utóbbin FW13B néven). Pilótái mindkét évben a belga Thierry Boutsen és az olasz Riccardo Patrese voltak.

## Áttekintés
Az autót az argentin Enrique Scalabroni tervezte, melynek jellegzetessége az ovális légbeömlő a pilóta feje felett. Ebben az autóban is a Formula–1-be visszatérő Renault V10-es szívómotorja került. Mivel rengeteget dolgoztak rajta, és a csapat szerette volna, ha valamennyi gyermekbetegséget leküzdenek és problémamentesen tudják használni, ezért 1989-ben viszonylag későn, a portugál nagydíjon vetették be először (négy futammal a bajnokság vége előtt). Addig is az előző évi kasztni áttervezett változatát az FW12C-t használták. A késlekedésre a legendás kommentátor, Murray Walker adott egy lehetséges magyarázatot: az FW13-ast is aktív felfüggesztéssel kívánták felszerelni, de mivel az FW12-es esetében is rengeteg gond volt ezzel a forradalmi újdonsággal, ezért ebből az autóból kihagyták, ami azzal járt, hogy újra kellett tervezni, immár hagyományos felfüggesztéssel.

### 1989
A Williamsnek nagy szüksége volt a versenyképes autóra, hiszen a McLaren-Honda V10-esei, a V12-es motorral és félautomata váltóval felszerelt Ferrarik, de még a V8-as Ford-Cosworth motoros Benettonok is veszélyt jelentettek rájuk. A portugál nagydíjon sajnos még jól láthatóan voltak gondok az FW13-assal, hisz mindkét autó kiesett, ezért az a döntés született, hogy a spanyol nagydíjon csak Boutsen kapja meg az új kocsit, Patrese az FW12C-vel versenyez. Ugyan Boutsen ezen a versenyen is kiesett, a hibákat kijavították, és az utolsó két versenyen már egész versenyképes volt a csapat. Suzukában kettős dobogót szereztek (bár ebben Ayrton Senna és Alain Prost ütközése, majd előbbi diszkvalifikálása is közrejátszott), az esős évzáró ausztrál nagydíjat viszont Boutsen megnyerte, Patrese pedig harmadik lett. Ezzel az eredménnyel a csapat átugrotta a Ferrarit és konstruktőri második lett, Boutsen pedig harmadik az egyéni világbajnokságban.

### 1990
A következő idényre átalakított B-variáns újfajta oldaldobozokat, átalakított felfüggesztést, és újabb Renault-motort kapott. Az autó gyors és megbízható volt, Patrese és Boutsen is egy-egy futamgyőzelmet arattak: Patrese szülőföldjéhez közel, a San Marinó-i nagydíjon, Boutsen pedig Magyarországon, ahol a pole pozíciót is megszerezte. Ugyancsak a magyar nagydíjon Williams első sor volt, ugyanis Patrese a második helyről indult, és megfutotta a verseny leggyorsabb körét is. Ebben az évben a csapatnak meg kellett elégednie a konstruktőri negyedik helyezéssel, mert a világbajnoki babérokra törő Ferrari és a Benetton is megelőzte őket. A csapat igazi hátránya az volt, hogy a gyors autóhoz nem párosult vezéregyéniség pilóta, nem úgy, mint a rivális csapatoknál - se Boutsen, se Patrese nem volt arra képes, hogy elvigye a hátán a Williams-t. Ennek köszönhetően szerződtették le Boutsen helyére 1991-től Nigel Mansellt.

## Eredmények
Félkövérrel jelölve a pole pozíció, dőlt betűvel a leggyorsabb kör.
| Év   | Csapat              | Kasztni | Motor           | Gumik | Pilóták          | 1   | 2   | 3   | 4   | 5   | 6   | 7   | 8   | 9   | 10  | 11  | 12  | 13  | 14  | 15  | 16  | Pontok | Helyezés |
| ---- | ------------------- | ------- | --------------- | ----- | ---------------- | --- | --- | --- | --- | --- | --- | --- | --- | --- | --- | --- | --- | --- | --- | --- | --- | ------ | -------- |
| 1989 | Canon Williams Team | FW13    | Renault RS1 V10 | G     |                  | BRA | SMR | MON | MEX | USA | CAN | FRA | GBR | GER | HUN | BEL | ITA | POR | ESP | JPN | AUS | 77*    | 2.       |
| 1989 | Canon Williams Team | FW13    | Renault RS1 V10 | G     | Thierry Boutsen  |     |     |     |     |     |     |     |     |     |     |     |     | KI  | KI  | 3   | 1   | 77*    | 2.       |
| 1989 | Canon Williams Team | FW13    | Renault RS1 V10 | G     | Riccardo Patrese |     |     |     |     |     |     |     |     |     |     |     |     | KI  |     | 2   | 3   | 77*    | 2.       |
| 1990 | Canon Williams Team | FW13B   | Renault RS2 V10 | G     |                  | USA | BRA | SMR | MON | CAN | MEX | FRA | GBR | GER | HUN | BEL | ITA | POR | ESP | JPN | AUS | 57     | 4.       |
| 1990 | Canon Williams Team | FW13B   | Renault RS2 V10 | G     | Thierry Boutsen  | 3   | 5   | KI  | 4   | KI  | 5   | KI  | 2   | 6   | 1   | KI  | KI  | KI  | 4   | 5   | 5   | 57     | 4.       |
| 1990 | Canon Williams Team | FW13B   | Renault RS2 V10 | G     | Riccardo Patrese | 9   | 13  | 1   | KI  | KI  | 9   | 6   | KI  | 5   | 4   | KI  | 5   | 7   | 5   | 4   | 6   | 57     | 4.       |

* 54 pontot az FW12C-vel szereztek.

## Forráshivatkozások
1. ↑  „1989 Australian GP Part 4” (hu-HU nyelven).
2. ↑  Williams FW13 (amerikai angol nyelven). Williams Racing Fans | F1 News & chat | Cars, races & drivers, 2018. június 14. (Hozzáférés: 2022. február 17.)
3. ↑  Andrew Lewin: F1i Look Back: The last Grand Prix held on this day... (angol nyelven). F1i.com, 2021. augusztus 12. [2022. február 17-i dátummal az eredetiből archiválva]. (Hozzáférés: 2022. február 17.)
4. ↑  Mansell's perfect ride (brit angol nyelven). Motor Sport Magazine. (Hozzáférés: 2022. február 17.)

## Fordítás
Ez a szócikk részben vagy egészben  a   Williams FW13 című angol Wikipédia-szócikk ezen változatának fordításán alapul.  Az eredeti cikk szerkesztőit annak laptörténete sorolja fel. Ez a jelzés csupán a megfogalmazás eredetét és a szerzői jogokat jelzi, nem szolgál a cikkben szereplő információk forrásmegjelöléseként.